# Lois Haibt
Lois Haibt é uma cientista da computação estadunidense.
Foi a única mulher membro da equipe de dez pessoas na IBM que desenvolveram o Fortran, a primeira linguagem de programação de alto nível. Passou a fazer parte da equipe Fortran, liderada por John Backus, após graduar-se no Vassar College. 